# Gema Corredera

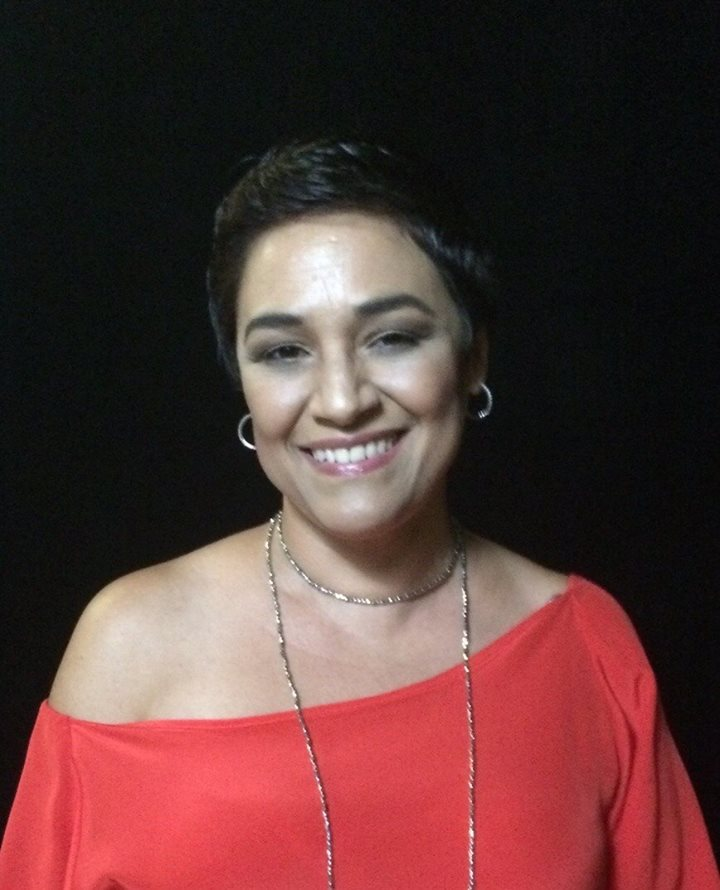
Gema Corredera

Gema Corredera (La Habana, Cuba, 31 de agosto de 1964) es una cantante, productora, musicóloga y guitarrista cubana. Su estilo interpretativo está influenciado por sus raíces cubanas, la canción brasileña, la opera y el flamenco. Ha fusionado géneros como la rumba, el son, el bolero y el filin con elementos del jazz.

## Biografía
A los 7 años debutó en el teatro Hubert de Blanck, en La Habana, como parte del Taller Musical Infantil de Teatro Estudio, dirigido por la profesora Leopoldina Núñez Lacret. A los 11 comenzó sus estudios de guitarra clásica. Su primer encuentro con el jazz fue a los 12 años, cuando su profesora reconoció en su voz los característicos scattings de este género musical.
Gema se graduó de la Escuela Nacional de Música en Cuba, en la especialidad de guitarra clásica. Posteriormente ingresó en el Instituto Superior de Arte de La Habana (ISA) donde se enfocó en estudios sobre composición cubana contemporánea, música folclórica cubana (especialmente rumba) y compositores clásicos.
Egresando con el título de Licenciada en la especialidad de Musicología con el trabajo: Primer acercamiento a la obra musical de Juan Manuel Piñera Infante y Jorge López Marín. Paralelamente, cursó estudios de bel canto con la profesora cubana Carmen Godoy.
En plena adolescencia conoció al compositor y guitarrista Pavel Urquiza, con quien formó el dúo Gema y Pavel. En 1992 se radicaron en Madrid donde lograron crear un nuevo estilo de música urbana cubana influenciada tanto por The Beatles como por la Nueva Trova, Chick Corea, el brasilero Caetano Veloso y el argentino Fito Páez. El dúo realizó giras por Europa, Estados Unidos y Latinoamérica, y se presentó en festivales y escenarios como la Ópera de Frankfurt, el festival Arezzo Wave en Italia, el festival de jazz de Niza, el festival internacional de jazz Skopje en Macedonia, Le Printemps de Bourges en Francia, el Festival de Guitarra de Córdoba y el festival Pirineo Sur en España. Además, compartieron escenario con artistas, como Alejandro Sanz, Andy Montañez, Angelique Kidjo, Gonzalo Rubalcaba, Jarabe de Palo, Lenine, Ketama, Pablo Milanés, Tito Puente y Willy Chirino.
En 2011, tras muchos años como dúo, y una decena de producciones discográficas, Gema y Pavel decidieron centrarse en sus proyectos en solitario. Desde entonces, Gema estableció su residencia en la ciudad de Miami, EE. UU.., desde donde cumple con una activa agenda de grabaciones, presentaciones en vivo, conciertos y master classes en España, Israel, Miami, Nueva York, Massachusetts, Nueva Jersey y Puerto Rico, entre otros escenarios.

Derramando Luz
En 2013 presenta, como solista, su producción Derramando Luz (GC Music), realizada de la mano del maestro del jazz cubano Yosvany Terry, seleccionada por la revista Cuba Encuentro entre los mejores discos del 2013 y nominada al Cubadisco como mejor álbum de canción contemporánea. El disco reúne canciones de compositores cubanos contemporáneos como Marta Valdés, Pancho Céspedes, Pedro Luis Ferrer, Julio Fowler y los miembros de la agrupación cubana Habana Abierta, Luis Barbería, Vanito Brown, Boris Larramendi, Alejandro Gutiérrez y José Luis Medina.
En Derramando Luz aparece su versión de “Tengo”, de Marta Valdés, a dúo con el pianista Gonzalo Rubalcaba.

Feeling Marta
Feeling Marta (GC Music) es su segundo disco en solitario, que se publicó en 2015. En este disco la cantante celebra la obra musical de la renombrada compositora cubana Marta Valdés, un ícono del movimiento Feeling. Esta producción es una mezcla moderna de feeling cubano, trova y jazz contemporáneo. En Feeling Marta, Gema hace un derroche de sus dones interpretativos y nos ofrece su particular y detallada visión del difícil catálogo de Marta Valdés. Una nota especial a destacar es la presencia de la importante artista española Martirio, que hace dúo con la cantante cubana en el bolero "No es preciso". 
Producido por Gema Corredera junto al pianista Roberto Carcassés, quien también se encargó de los arreglos musicales, cada track constituye un trabajo terminado con paciencia y preciosismo de joyero, concebido con una alta dosis de profesionalismo y sensibilidad. Disco de colección y para audiófilos, Feeling Marta convocó el acompañamiento de un trío integrado por Carcassés al piano y teclados, Carlos Ríos en el contrabajo y Yissy García en drums y percusión. El batería Oliver Valdés aparece en dos tracks. El disco fue grabado en Miami, España y Cuba y mezclado y masterizado en España. Obtuvo el Premio Cubadisco 2016.

## Discografía
Solista
- Feeling Marta | GC Music LLC (2015)
- Derramando luz | GC Music LLC (2013)

Con el dúo “Gema y Pavel” y Coproductora*
- Ofrenda a Borinquén | Imolé (2010)*
- Desnudos | Tierra (2009)*
- La fiesta de la ardilla | Tierra (2008)*
- Síntomas de fe | Manzana (1999)*
- Cosa de broma | Nubenegra (1996)*
- Trampas del tiempo | Nubenegra (1995)*

Con el dúo Gema y Pavel
- Art bembé | El Europeo (2003)

Artista Invitada
- Bueno -Descemer Bueno | Capitol Latin (2012)
- Dentro y fuera -Luis Enrique | Respek Rocords (2006)
- Euro Lounge | Putumayo (2003)
- Konfusión -Ketama | Polygram (1998)

Coproductora
- 24 Horas - Habana Abierta | BMG Ariola (1999)
- Habana Abierta | BMG Ariola (1997)
- Habana Oculta | Nubenegra (1995)
- Palabras ‐ Omara Portuondo | Nubenegra (1995)
- Homenaje a María Teresa Vera | Nubenegra (1995)

Bandas Sonoras
- Habana muda (2011)
- Lo mejor que le puede pasar a un cruasán (2005)
- Malas Temporadas (2005)
- Perdona bonita, pero Lucas me quería a mí (1997)
- Guantanamera (1995)

LO QUE DICEN SOBRE GEMA
"Contralto (mezzosoprano) de grato espectro armónico (timbre) y vibrato (altura y velocidad) equilibrado, capaz de frasear con eficacia un bolero, una guaracha, un son, un blues o realizar figuraciones de scat con total naturalidad. Rango vocal versátil de íntima dicción y hermosa coloratura. Abrasante prosodia, Gema Corredera es una de las grandes vocalistas de la música cubana contemporánea". ~ Carlos Olivares Baró, Cubaencuentro.
"Dueña de una de las más espléndidas voces hispanas de Estados Unidos en el momento actual." ~ Antonio O. Rodríguez, Vanidades.
"Utilizó su voz de una forma verdaderamente única, al incluir secciones de scatting, silbidos e imitaciones de instrumentos como parte de su actuación [...] impresionantemente cantó al estilo de una trompeta. La imitación instrumental fue tan precisa que algunos miembros del público requirieron una confirmación visual para asegurar que ella no había adquirido de repente otro instrumento." [traducción] ~ The Williams Record.
“Vocalista magistral” [traducción] ~ Latin Jazz Network.
"Jugó con su voz, pasando de una nota a otra a otro ritmo, cual instrumento musical, su voz correteaba de la trompeta a la flauta, al pito callejero, con unas inmensa capacidades histriónicas, toda una mujer performance, boleros de cortarse las venas no faltaron, elegantes sones, en fin fabulosa..." ~Maribel Núñez, Acento.com.do
"Gema Corredera y Yosvany Terry son dos de los artistas cubanos de más renombre en el mundo..." [traducción]. ~Pat St. Claire, CNN Radio Music Notes
"Posee el don de descubrir en la música caminos secretos desconocidos para el propio autor". ~ Marta Valdés, compositora cubana
"La primera vez que escuché la voz de Gema Corredera, no pude parar de llorar." ~ Martirio.